# Miki Narahashi
Miki Narahashi ならはし みき?, Narahashi Miki, vero nome Miki Narahashi (楢橋 美紀?, Narahashi Miki) (Tokyo, 25 gennaio 1960) è una doppiatrice giapponese. È membro della Arts Vision.

## Ruoli principali
- Misae Nohara in Crayon Shin-chan
- Swan White e Reiko Komori in King of Braves GaoGaiGar
- Tiffany Lords in Rival Schools: United by Fate e Project Justice: Rival Schools 2
- Kubitsuriokon e varie divinità in Ore no Shikabane o Koete Yuke
- Ophelia in Makai Kingdom: Chronicles of the Sacred Tome
- Narratrice in Phantom Brave
- Risley Law in Fairy Tail
- Taro in Chi ha bisogno di Tenchi?
- Vari personaggi in Sailor Moon
- Ball Girl, Fake Sick Girl in Magica Pretty Sammy
- Dai Nee-chan in Bonobono
- Risa Sarashina in Miracle Girls
- Mumin in Fushigi yûgi
- Lily in Bravely Default II
- Struzzo Anziana in Donkey Kong Bananza